# Chicane
Chicane, właśc. Nick Bracegirdle (ur. 28 lutego 1971 w Chalfont St Giles) – brytyjski DJ, producent i twórca muzyki elektronicznej. Nick po raz pierwszy został zauważony w 1995 roku, kiedy jako Disco Citizens, wylansował utwór „Right Here Right Now”. Niebawem zmienił pseudonim na Chicane i pod koniec 1996 roku zaprezentował singel „Offshore”, który znalazł się w pierwszej dwudziestce brytyjskiego zestawienia. W 1997 roku ukazał się pierwszy solowy longplay muzyka – „Far From the Maddening Crowds”. Następnie Chicane zaprosił do współpracy Máire Brennan z formacji Clannad i wspólnie stworzyli nową wersję utworu „The Theme From Harry’s Game” Clannad, zatytułowaną „Saltwater”. Singel znalazł się na drugim longplayu artysty – „Behind the Sun”, który ukazał się w roku 2000. Chicane ma również na koncie wiele remiksów, przygotowanych dla takich artystów jak między innymi Everything but the Girl, B*Witched, Billie Ray Martin, Bryan Adams i Enigma. Natomiast jako producent współpracował między innymi z Cher. Nagrywając z Vanessą St. James i producentem Mr. Joshuą jest także członkiem projektu Mr. Joshua Presents Espiritu, znanego z singla „In Praise of the Sun”. W kwietniu 2006 roku ukazał się kolejny singel artysty – „Stoned In Love”. W utworze gościnnie pojawił się słynny wokalista Tom Jones.

## Dyskografia
ALBUMY
- 1997 Far From The Maddening Crowds
- 1999 Chilled (EP)
- 2000 Behind The Sun
- 2003 Easy to Assemble (odwołany)
- 2007 Far From The Maddening Crowds (Re-Release)
- 2007 Somersault
- 2008 The Best Of Chicane (2008)
- 2010 Giants
- 2012 Thousand Mile Stare
- 2015 The Sum of Its Parts
- 2018 The Place You Can’t Remember, The Place You Can’t Forget
- 2021 Everything We Had to Leave Behind

SINGLE
- 1996 „Offshore”
- 1997 „Sunstroke”
- 1997 „Offshore '97"
- 1997 „Lost You Somewhere” (z Caroline Lavelle)[1]
- 1998 „Red Skies”
- 1998 „Strong in Love”
- 1999 „Saltwater”
- 2000 „Don’t Give Up” (ft. Bryan Adams)
- 2000 „No Ordinary Morning” / „Halcyon”
- 2000 „Autumn Tactics” (ft. Justine Suissa)
- 2003 „Saltwater 2003”
- 2003 „Love on the Run”
- 2004 „Don’t Give Up 2004”
- 2006 „Stoned in Love” (ft. Tom Jones)
- 2007 „Come Tomorrow”
- 2008 „Bruised Water” (ft. Natasha Bedingfield)
- 2009 „Poppíholla”
- 2009 „Hiding All The Stars”
- 2010 „Come Back” (ft. Paul Young)
- 2010 „Middledistancerunner” (ft. Adam Young)
- 2010 „Where Do I Start”
- 2011 „Going Deep”
- 2012 „Three”
- 2013 „One Thousand Suns” (with Ferry Corsten & Christian Burns)
- 2013 „One More Time”
- 2014 „No More I Sleep”
- 2014 „Still With Me”
- 2015 „Ibiza Strings”/„Ibiza Bleeps”
- 2015 „Fibreglasses”
- 2016 „Carry Me Home”
- 2017 „How Does Your House Work?”
- 2017 „Gorecki”
- 2018 „Serendiply”
- 2018 „A Love That’s Hard to Find”
- 2018 „Nirvana”